# Hrabstwo Clarke (Iowa)

Piramida wieku hrabstwa

Hrabstwo Clarke – hrabstwo położone w USA w stanie Iowa z siedzibą w mieście Osceola. Założone w 1846 roku.

## Miasta
- Murray
- Osceola
- Weldon
- Woodburn

## Gminy
| - Doyle - Franklin - Fremont - Green Bay | - Jackson - Knox - Liberty - Madison | - Osceola - Troy - Ward - Washington |

## Drogi główne
- Interstate 35
- U.S. Highway 34
- U.S. Highway 69
- Iowa Highway 152

## Sąsiednie hrabstwa
- Hrabstwo Madison
- Hrabstwo Warren
- Hrabstwo Lucas
- Hrabstwo Decatur
- Hrabstwo Union